# جیمی گرین (بازیکن فوتبال)
جیمی گرین (انگلیسی: Jamie Green؛ زادهٔ ۱۸ اوت ۱۹۸۹) بازیکن فوتبال اهل بریتانیا است.
از باشگاه‌هایی که در آن بازی کرده‌است می‌توان به باشگاه فوتبال باکستون، باشگاه فوتبال گریمزبی تاون، باشگاه فوتبال روترهام یونایتد، و باشگاه فوتبال بوستون یونایتد اشاره کرد.